# Axel Iwanowitsch Berg

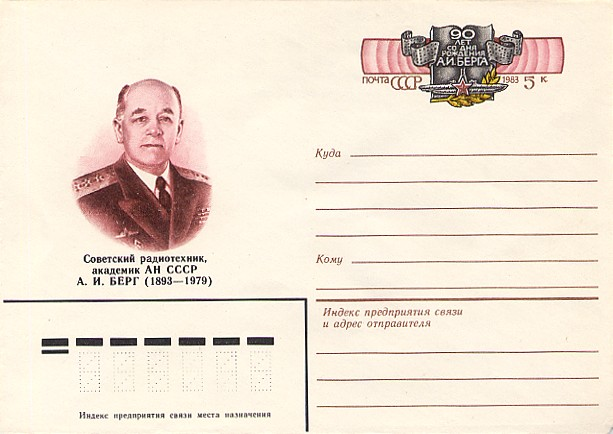
Axel Iwanowitsch Berg (1983)

Axel Iwanowitsch Berg (russisch Аксель Иванович Берг; * 29. Oktoberjul. / 10. November 1893greg. in Orenburg; † 9. Juni 1979 in Moskau) war ein russischer bzw. sowjetischer Wissenschaftler und Marineoffizier.
Berg war Sohn eines finnlandschwedischen Vaters und einer italienischen Mutter. 1914 trat er in die Kaiserlich Russische Marine ein, wo er unter anderem auf dem Schlachtschiff Zessarewitsch und auf dem in der Ostsee eingesetzten britischen U-Boot E8 als Verbindungsoffizier diente. Später war Berg Angehöriger der Sowjetischen Marine, zuletzt als Konteradmiral. Von 1953 bis 1957 war er Stellvertretender Verteidigungsminister der Sowjetunion. 1943 wurde er korrespondierendes und 1946 Vollmitglied der Akademie der Wissenschaften der UdSSR.
Axel Berg wurde bekannt als Entwickler des Radars (zusammen mit Juri Kobsarew u. a.) und der Kybernetik in der Sowjetunion. Er war der Vater der Schule der biologischen Kybernetik und biotechnischen Systeme, die nach seinem Tode von Wladimir Achutin fortgeführt wurde. Er ist auf dem Nowodewitschi-Friedhof in Moskau begraben.